# Rio Sargento
Rio Sargento är ett vattendrag i Brasilien.   Det ligger i delstaten Santa Catarina, i den södra delen av landet, 1 300 km söder om huvudstaden Brasília.
I omgivningarna runt Rio Sargento växer huvudsakligen savannskog. Runt Rio Sargento är det glesbefolkat, med 18 invånare per kvadratkilometer.